# Krzepice (gemeente)
De gemeente Krzepice is een stad- en landgemeente in het Poolse woiwodschap Silezië, in powiat Kłobucki.
De zetel van de gemeente is in Krzepice.
Op 30 juni 2004 telde de gemeente 9407 inwoners.

## Oppervlakte gegevens
In 2002 bedroeg de totale oppervlakte van gemeente Krzepice 78,81 km², waarvan:
- agrarisch gebied: 82%
- bossen: 9%

De gemeente beslaat 8,86% van de totale oppervlakte van de powiat.

## Demografie
Stand op 30 juni 2004:
| Omschrijving                   | Totaal | Totaal | Vrouwen | Vrouwen | Mannen | Mannen |
| ------------------------------ | ------ | ------ | ------- | ------- | ------ | ------ |
| eenheid                        | aantal | %      | aantal  | %       | aantal | %      |
| inwoners                       | 9407   | 100    | 4758    | 50,6    | 4649   | 49,4   |
| bevolkingsdichtheid (inw./km²) | 119,4  | 119,4  | 60,4    | 60,4    | 59     | 59     |

In 2002 bedroeg het gemiddelde inkomen per inwoner 1273,18 zł.

## Plaatsen

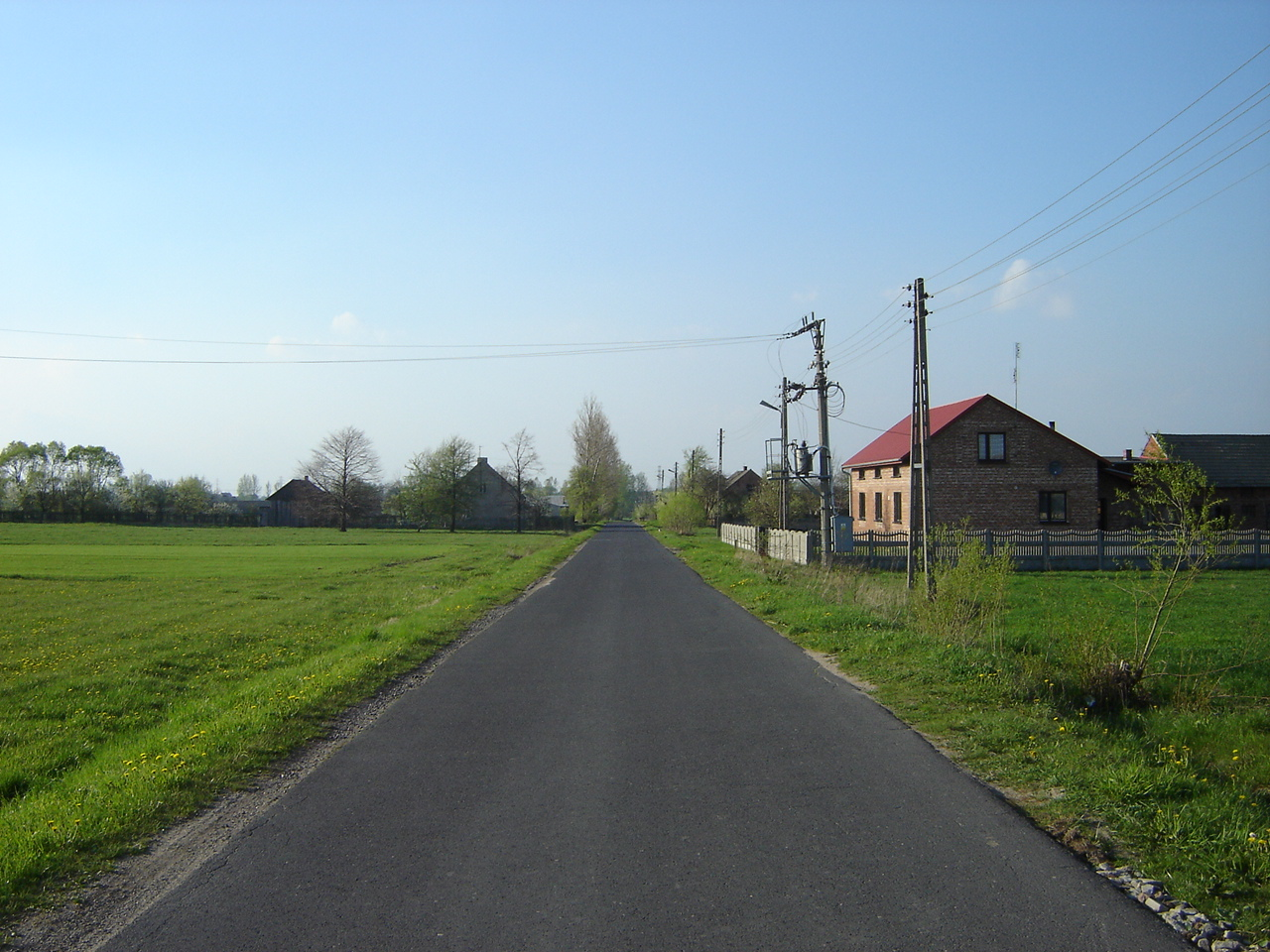
Dankowice I - zabudowa

Gmina swoim obszarem obejmuje miejscowości:
- Dankowice Pierwsze
- Dankowice Drugie
- Dankowice-Piaski
- Dankowice Trzecie
- Krzepice
- Lutrowskie
- Podłęże Królewskie
- Stanki
- Starokrzepice
- Szarki
- Zajączki Pierwsze
- Zajączki Drugie

## Aangrenzende gemeenten
Lipie, Opatów, Panki, Przystajń, Radłów, Rudniki